# Sainte-Gemme-la-Plaine
Sainte-Gemme-la-Plaine est une commune du Centre-Ouest de la France, située dans le département de la Vendée en région Pays de la Loire.

## Géographie
| Corpe | Saint-Jean-de-Beugné   | Saint-Aubin-la-Plaine |
| Luçon | Sainte-Gemme-la-Plaine | Nalliers              |
|       | Moreilles              |                       |

Le territoire municipal de Sainte-Gemme-la-Plaine s'étend sur 3 554 hectares. L'altitude moyenne de la commune est de 13 mètres, avec des niveaux fluctuant entre 0 et 44 mètres,.
Sainte-Gemme-la-Plaine, au cœur de la Plaine vendéenne s'étendant entre le Marais Poitevin et le Bocage, est située au nord-est de Luçon, à environ 7 km ; elle est traversée par la RN 137 reliant La Rochelle à Nantes. Le sol, calcaire, a un coloris rouge foncé dû vraisemblablement à la présence de fer.
Au bord de la route nationale a été, depuis quelques années maintenant, construite une place du marché avec une mini-halle.
La forêt de Sainte-Gemme est à l'emplacement de la très ancienne route reliant Sainte-Gemme à Luçon. Elle contient une flore assez variée, notamment les jonquilles sauvages qui rendent cette forêt très fréquentée aux premiers rayons de soleil de février-mars, en particulier au lieu-dit les Renardières, des jacinthes sauvages, des anémones, des fraises des bois, de la fragonnette l'hiver, et une faune composée de nombreux chevreuils, sangliers...

### Climat
Pour des articles plus généraux, voir Climat des Pays de la Loire et Climat de la Vendée.
En 2010, le climat de la commune est de type climat océanique franc, selon une étude du CNRS s'appuyant sur une série de données couvrant la période 1971-2000. En 2020, Météo-France publie une typologie des climats de la France métropolitaine dans laquelle la commune est exposée à un climat océanique et est dans la région climatique  Bretagne orientale et méridionale, Pays nantais, Vendée, caractérisée par une faible pluviométrie en été et une bonne insolation.
Pour la période 1971-2000, la température annuelle moyenne est de 12,2 °C, avec une amplitude thermique annuelle de 14,1 °C. Le cumul annuel moyen de précipitations est de 778 mm, avec 12,3 jours de précipitations en janvier et 6,4 jours en juillet. Pour la période 1991-2020, la température moyenne annuelle observée sur la station météorologique installée sur la commune est de 13,0 °C et le cumul annuel moyen de précipitations est de 809,1 mm,. Pour l'avenir, les paramètres climatiques de la commune estimés pour 2050 selon différents scénarios d'émission de gaz à effet de serre sont consultables sur un site dédié publié par Météo-France en novembre 2022.
| Mois                                  | jan.           | fév.             | mars          | avril         | mai             | juin           | jui.          | août           | sep.           | oct.          | nov.          | déc.            | année     |
| ------------------------------------- | -------------- | ---------------- | ------------- | ------------- | --------------- | -------------- | ------------- | -------------- | -------------- | ------------- | ------------- | --------------- | --------- |
| Température minimale moyenne (°C)     | 3,3            | 2,9              | 4,7           | 6,4           | 9,9             | 12,7           | 14            | 13,9           | 11,4           | 9,4           | 5,8           | 3,5             | 8,2       |
| Température moyenne (°C)              | 6,4            | 6,8              | 9,4           | 11,6          | 15,2            | 18,4           | 20,1          | 20,1           | 17,3           | 14            | 9,6           | 6,8             | 13        |
| Température maximale moyenne (°C)     | 9,6            | 10,8             | 14,1          | 16,8          | 20,5            | 24             | 26,1          | 26,3           | 23,3           | 18,5          | 13,4          | 10,1            | 17,8      |
| Record de froid (°C) date du record   | −15 15.01.1985 | −13,8 04.02.1963 | −9,1 01.03.05 | −5 11.04.1973 | −1,8 03.05.1979 | 1,9 04.06.1953 | 4 11.07.1972  | 4,5 31.08.1986 | 0,5 19.09.1952 | −2 26.10.1983 | −8 23.11.1988 | −11 27.12.1962  | −15 1985  |
| Record de chaleur (°C) date du record | 16,4 01.01.23  | 22,5 27.02.19    | 25,5 31.03.21 | 30 30.04.05   | 35 24.05.1953   | 39,8 27.06.19  | 41,7 18.07.22 | 39,7 09.08.03  | 36,8 04.09.23  | 31,5 02.10.23 | 22,9 01.11.15 | 19,8 04.12.1953 | 41,7 2022 |
| Précipitations (mm)                   | 81,9           | 60,8             | 60,6          | 60,9          | 58,1            | 41,3           | 44,1          | 47,4           | 70,6           | 94,8          | 94,4          | 94,2            | 809,1     |

## Urbanisme

### Typologie
Au 1er janvier 2024, Sainte-Gemme-la-Plaine est catégorisée bourg rural, selon la nouvelle grille communale de densité à sept niveaux définie par l'Insee en 2022.
Elle est située hors unité urbaine. Par ailleurs la commune fait partie de l'aire d'attraction de Luçon, dont elle est une commune de la couronne,. Cette aire, qui regroupe 13 communes, est catégorisée dans les aires de moins de 50 000 habitants,.

### Occupation des sols
L'occupation des sols de la commune, telle qu'elle ressort de la base de données européenne d’occupation biophysique des sols Corine Land Cover (CLC), est marquée par l'importance des territoires agricoles (85,5 % en 2018), en diminution par rapport à 1990 (87,8 %). La répartition détaillée en 2018 est la suivante : 
terres arables (70,7 %), zones agricoles hétérogènes (11,2 %), forêts (8,3 %), zones urbanisées (4,5 %), prairies (3,7 %), zones industrielles ou commerciales et réseaux de communication (1,7 %). L'évolution de l’occupation des sols de la commune et de ses infrastructures peut être observée sur les différentes représentations cartographiques du territoire : la carte de Cassini (XVIIIe siècle), la carte d'état-major (1820-1866) et les cartes ou photos aériennes de l'IGN pour la période actuelle (1950 à aujourd'hui).

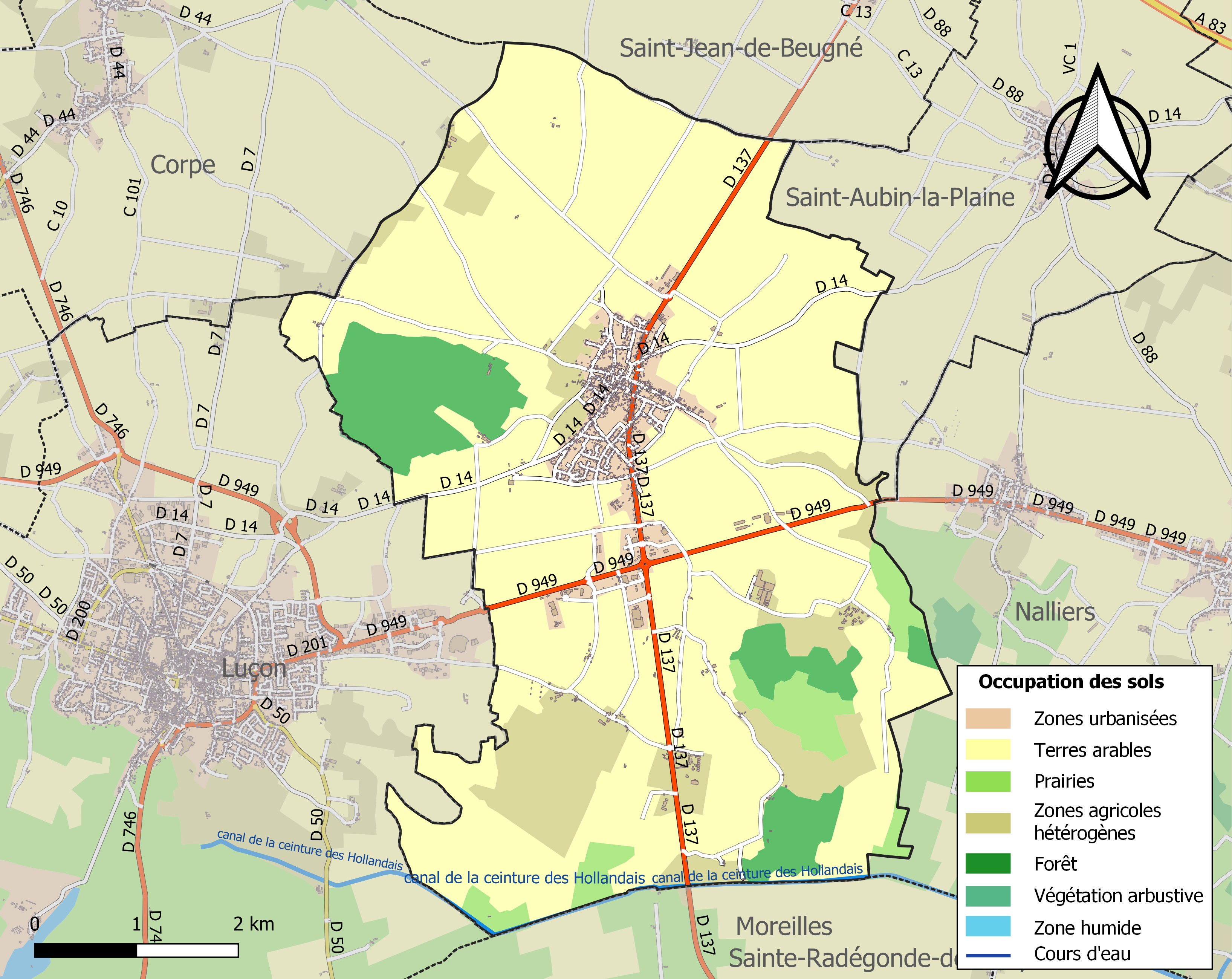
Carte des infrastructures et de l'occupation des sols de la commune en 2018 (CLC).

## Histoire
La forêt située sur le territoire de la commune a été le théâtre d'importants combats pendant la guerre de Vendée.

Lors de la Première Guerre mondiale, plusieurs soldats de la commune meurent au combat. Voici le destin de l'un de ces poilus:
Marcel, Victor, Théophile Joly, naît le 18 avril 1896 à Sainte-Gemme-la-Plaine (en Vendée). Il est le fils de  Jean Victor Joly et de Marie, Rose, Françoise Pépin. Marcel est le garçon de la famille. Une de ses sœurs, Berthe naît le 5 janvier 1893 et succombe un an plus tard. Marcel a aussi une autre sœur, Léa, née en 1898. Marcel Joly devient cultivateur. Lorsque la Première Guerre mondiale éclate, il est mobilisé et recruté à Sainte-Gemme-la-Plaine à l’âge de 19 ans. Il intègre le 26e bataillon de chasseurs et part le 8 avril 1915. Il participe à la bataille de la Somme avec plus d’une cinquantaine de bataillons. Avec plus de 1,5 million d'obus tirés, la bataille de la Somme est comparable à celle de Verdun. Son bataillon s’engage le 25 septembre 1916 pour enlever la première ligne ennemie de Bouchavesnes-Bergen et effectue  une « forte » contre-attaque.
Grâce à cette offensive, le 25e bataillon est cité à l'Ordre du Corps d'Armée et le village est décoré de la Croix de Guerre. Gravement blessé, Marcel est évacué le 6 décembre 1916 à Bouchavesnes-Bergen. Il décède à l’hôpital le 23 juin 1917 d’une maladie contractée en service (« pied gelé »).

## Héraldique
| Blason | Blasonnement : D'hermine plain, chaque moucheture soutenue d'un croissant de gueules. |

## Politique et administration

### Liste des maires
| Période                                  | Période                  | Identité                     | Étiquette | Qualité |
| ---------------------------------------- | ------------------------ | ---------------------------- | --------- | --- |
| Les données manquantes sont à compléter. |                          |                              |           | |
| mai 1945                                 | 25 août 1954 (décès)     | Narcisse Guinot (1879-1954)  |           | Exploitant agricole et négociant en grains et engrais                                                                   |
| août 1954                                | 19 décembre 1955 (décès) | Gabriel Gousseau (1904-1955) |           | Herbager et négociant en bestiaux                                                                                       |
| 11 février 1956                          | mars 1989                | Joseph Mallet                | DVD       | Ancien adjoint au maire                                                                                                 |
| mars 1989                                | mars 2014                | Jean-Pierre Joly,            | DVD       | Agriculteur |
| mars 2014                                | En cours                 | Pierre Careil                | DVD       | Retraité de la Chambre d'agriculture 11e vice-président de Sud-Vendée-Littoral (2017 → ) Réélu pour le mandat 2020-2026 |

## Population et société

### Démographie

#### Évolution démographique
L'évolution du nombre d'habitants est connue à travers les recensements de la population effectués dans la commune depuis 1793. Pour les communes de moins de 10 000 habitants, une enquête de recensement portant sur toute la population est réalisée tous les cinq ans, les populations de référence des années intermédiaires étant quant à elles estimées par interpolation ou extrapolation. Pour la commune, le premier recensement exhaustif entrant dans le cadre du nouveau dispositif a été réalisé en 2007.

En 2022, la commune comptait 2 074 habitants, en évolution de +1,22 % par rapport à 2016 (Vendée : +5,33 %, France hors Mayotte : +2,11 %).
| 1793  | 1800  | 1806  | 1821  | 1831  | 1836  | 1841  | 1846  | 1851  |
| ----- | ----- | ----- | ----- | ----- | ----- | ----- | ----- | ----- |
| 1 047 | 1 112 | 1 518 | 1 213 | 1 268 | 1 267 | 1 335 | 1 400 | 1 381 |

| 1856  | 1861  | 1866  | 1872  | 1876  | 1881  | 1886  | 1891  | 1896  |
| ----- | ----- | ----- | ----- | ----- | ----- | ----- | ----- | ----- |
| 1 417 | 1 430 | 1 457 | 1 389 | 1 422 | 1 432 | 1 457 | 1 516 | 1 492 |

| 1901  | 1906  | 1911  | 1921  | 1926  | 1931  | 1936  | 1946  | 1954  |
| ----- | ----- | ----- | ----- | ----- | ----- | ----- | ----- | ----- |
| 1 469 | 1 482 | 1 472 | 1 393 | 1 368 | 1 337 | 1 313 | 1 331 | 1 419 |

| 1962  | 1968  | 1975  | 1982  | 1990  | 1999  | 2006  | 2007  | 2012  |
| ----- | ----- | ----- | ----- | ----- | ----- | ----- | ----- | ----- |
| 1 361 | 1 283 | 1 170 | 1 235 | 1 350 | 1 574 | 1 795 | 1 817 | 2 012 |

| 2017  | 2022  | - | - | - | - | - | - | - |
| ----- | ----- | - | - | - | - | - | - | - |
| 2 044 | 2 074 | - | - | - | - | - | - | - |

#### Pyramide des âges
En 2018, le taux de personnes d'un âge inférieur à 30 ans s'élève à 35,3 %, soit au-dessus de la moyenne départementale (31,6 %). À l'inverse, le taux de personnes d'âge supérieur à 60 ans est de 25,0 % la même année, alors qu'il est de 31,0 % au niveau départemental.
En 2018, la commune comptait 1 027 hommes pour 1 021 femmes, soit un taux de 50,15 % d'hommes, légèrement supérieur au taux départemental (48,84 %).
Les pyramides des âges de la commune et du département s'établissent comme suit.
| Hommes | Classe d’âge | Femmes |
| ------ | ------------ | ------ |
| 1,3    | 90 ou +      | 2,9    |
| 5,8    | 75-89 ans    | 9,7    |
| 15,1   | 60-74 ans    | 15,2   |
| 22,9   | 45-59 ans    | 21,4   |
| 17,7   | 30-44 ans    | 17,4   |
| 16,4   | 15-29 ans    | 15,8   |
| 20,8   | 0-14 ans     | 17,6   |

| Hommes | Classe d’âge | Femmes |
| ------ | ------------ | ------ |
| 0,8    | 90 ou +      | 2,2    |
| 8,7    | 75-89 ans    | 11,1   |
| 20,3   | 60-74 ans    | 21,3   |
| 20     | 45-59 ans    | 19,4   |
| 17,5   | 30-44 ans    | 16,8   |
| 15     | 15-29 ans    | 13,2   |
| 17,7   | 0-14 ans     | 16,1   |

## Lieux et monuments
- La commune recèle le château de la Chevallerie comportant des inscriptions qui font référence aux templiers. Le premier propriétaire connu était Abraham-François Chevallereau[21], et dans l'Ouest de la France, beaucoup de toponymes étant composés du patronyme de l'habitant suivi d'une terminaison en -ie, il était logique que le lieu s'appelât la Chevallerie.
- Église Sainte-Gemme.

## Personnalités liées à Sainte-Gemme-la-Plaine
- Pierre de la Tour en Chaux. Du temps des Croisades cet homme s'adonnait à des mœurs légères afin de donner satisfaction aux chevaliers.
- Lancelot Voisin de La Popelinière (vers 1541-1608), homme de guerre et historien.
- Marie Lucas (miraculée de Lourdes).